# Hýzrlové z Chodů
Hýzrlové z Chodů (německy Hiserle, též Hisrle, Hieserle, Esterle, Hyzrle apod. von Chodov/Chodau auf Želibořitz und Schernaditz) jsou původně německý později počeštěný rod. Vlastnili Chodov v oblasti Loketska, odkud v 15. století pocházeli. Rod vymřel na konci 18. století.

## Historie

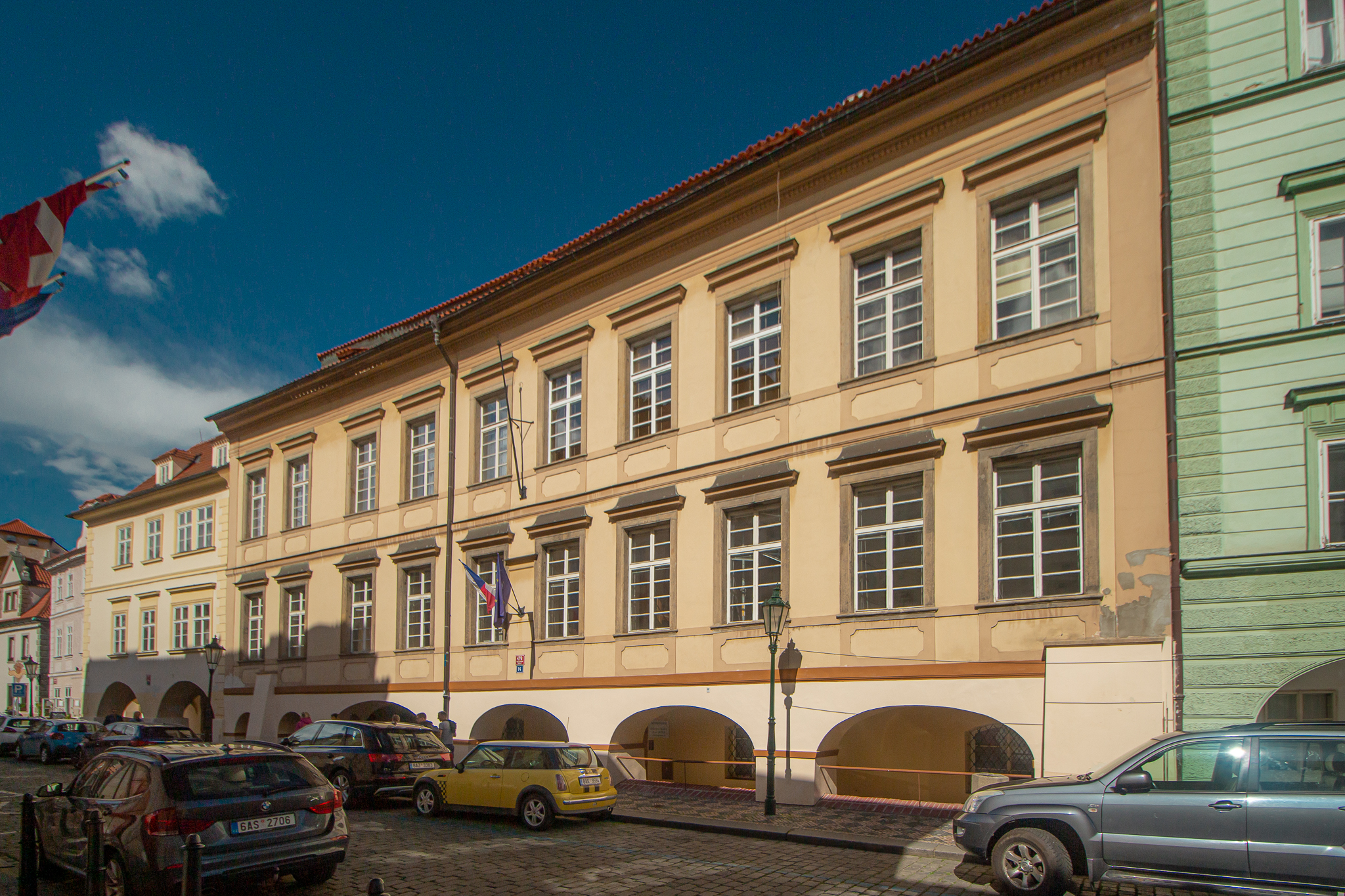
Palác Straků z Nedabylic na Maltézském náměstí v Praze, sídlo Ferdinanda Arnošta Hýzrla z Chodů (1664–1692).

Václav Hýzrle bojoval na Loketsku se Šliky, kteří jej nakonec na Chodově zajali. Roku 1503 si na tento rod stěžoval i jeho syn až v uherském Budíně. Hýzrlové poté vlastnili Cholupice u Prahy a další statky. V roce 1549 je uváděn Mikuláš Hýzrle jako iniciátor oprav Kunratické tvrze u Prahy (tehdy v Kouřimském kraji), kterou k roku 1556 společně vlastnili bratři Lukáš, Mikuláš a Adam Hýzrlové. Od roku 1577 byly Kunratice v držení Jana staršího Kinského z Vchynic, v té době karlštejnského purkrabího.
Jan Hýzrle vlastnil v roce 1576 cholupickou tvrz, kde byl roku 1590 přepaden a zavražděn Vítem Mášou z Modřan a jeho lidmi a tvrz byla vyrabována.
Jindřich Hýzrle (1575–1665) dělal jako panoš společnost arciknížeti Arnoštovi, účastnil se bojů s Turky. Jako voják a diplomat sloužil v císařské armádě. Císař Rudolf II. jej povýšil do panského stavu, toto postavení potvrzovali i další panovníci. Rukopis Život, v němž se obsahují některé jízdy a tažení... sepsal v české a německé verzi, žánrově přechází mezi životopisem, kronikou a cestopisem jeho cest po Evropě, dílo i sám ilustroval. V roce 1623 Jindřich koupil panství Nalžovy zkonfiskované Hodějovským z Hodějova po bitvě na Bílé hoře. 
Jindřich měl tři syny. Václav po svém strýci Bernardovi zdědil Černotice, Karel Češtice a Václav Michal Budkov. Jeho bratranec Kryštof Ferdinand se stal císařským komořím a nejvyšším komorníkem nad stříbry. 
V roce 1616 se narodila Ludmila Eva Františka Hýzrlová, provdaná za vlivného politika a mecenáše Viléma Albrechta Krakovského z Kolovrat (1600–1688), s nímž se věnovala velkorysé charitativní činnosti a péči o hradčanskou Loretu, kde nechala roce 1691 postavit kapli sv. Josefa. Loretánské klenotnici odkázala své svatební šaty s více než 6500 diamanty, z nichž byla ve Vídni v roce 1698 zhotovena diamantová paprsková monstrance známá jako Pražské slunce. 
V roce 1666 ve Vídni zemřel František Kryštof, císařský komorník, majitel panství Chodov v Loketském kraji. Od roku 1656 byl ženatý s Marií Maxmiliánou Evou Terezií Žďárskou ze Žďáru, vdovou po Jindřichu Slavatovi z Chlumu a Košumberka. 
Ferdinand Arnošt (1622–1692) zastával významné státní úřady, působil jako císařský rada, císařský komorník a zemský soudce - prezident české komory a třikrát jako hejtman Litoměřického kraje, komisař zemského sněmu ad., od roku 1692 předsedou české královské komory. V Praze koupil renesanční dům U sedmi čertů na Maltézském náměstí č.p. 14 a po roce 1664 jej nechal přestavět do podoby barokního paláce. Jeho dědicové palác prodali a později nesl jméno dalších majitelů Straků z Nedabylic.
Eusebius Hýzrle (Sigismund Eusebius Hisrle de Chodaun), kanovník litoměřický, byl donátorem 39. kaple Svaté cesty z Prahy do Staré Boleslavi, založené roku 1674.
Rod vymřel roku 1777 v osobě kanovníkem litoměřické kapituly Josefa Bernarda (1704/1704–1777).

## Erb
Ve štítu leží obloukovitě prohnutá ryba (pstruh) střídavých barev – červená a stříbrná, tyto barvy se střídají i na podkladu.

## Příbuzní
Spojili se se Žďárskými, hrabaty z Lambergu, pány z Lemberka, hrabaty z Carretto-Millesima a dalšími rody.

## Osobnosti rodu
- Jindřich Michal Hýzrle z Chodů (1575–1665), voják císařské armády a barokní spisovatel
- Ferdinand Arnošt Hýzrle z Chodů (1622–1692), císařský rada, komorník, prezident české komory a krajský hejtman
- Josef Bernard Hiserle (1704/1704–1777), římskokatolický duchovní, kanovník katedrální kapituly u sv. Štěpána v Litoměřicích